# Urban Spree
Das Urban Spree ist ein Kunst- und Kulturhaus auf dem RAW-Gelände in Berlin-Friedrichshain, das sich mit Ausstellungen, Künstlerresidenzen, Events und DIY-Workshops der urbanen Kultur widmet. Zum 1700 m² großen Areal gehören auch ein Art Store und ein Biergarten.

## Geschichte
Das Urban Spree wurde von dem Franzosen Pascal Feucher und dem Deutsch-Franzosen Kolja Ulbrich gegründet und am 21. Juni 2012 offiziell eröffnet. Pascal Feucher, Jahrgang 1970, war zuvor Geschäftsführer der Private-Equity-Abteilung bei der Privatbank Sal. Oppenheim in Paris, und Kolja Ulbrich, Jahrgang 1975, zuvor EMI France Künstler. Nach Eröffnung begann Nicolas Defawe - Mitbegründer des Berliner Clubs HBC in der Karl-Liebknecht-Straße. - aktiv an der Weiterentwicklung des Urban Sprees teilzunehmen, das er bis heute seit Rücktritt von Kolja Ulbrich Ende September 2013 mit Pascal Feucher leitet. Der Standort des heutigen Urban Spree wurde früher bereits als Underground-Technoclub genutzt, stand danach aber mehrere Jahre leer.

## Galerie
In der Urban Spree Galerie finden monatlich kuratierte Ausstellungen statt, die oftmals auch die Außenräume miteinbeziehen. Ein Blickfang ist dabei die Artist Wall – eine 15 m lange und 8 m hohe Außenfassade zur Warschauer Straße, die zu den wichtigsten Verkehrsadern Berlins gehört. Zu den Künstlern, die ausgestellt und diese Wand gestaltet haben, zählen 1UP Crew, Above, Broken Fingaz Crew, Evol, Jim Avignon, Klone, Low Bros, Nychos, M-City, Johannes Mundinger, Peachbeach, Rylsee, The Grifters, Twoone, Zevs

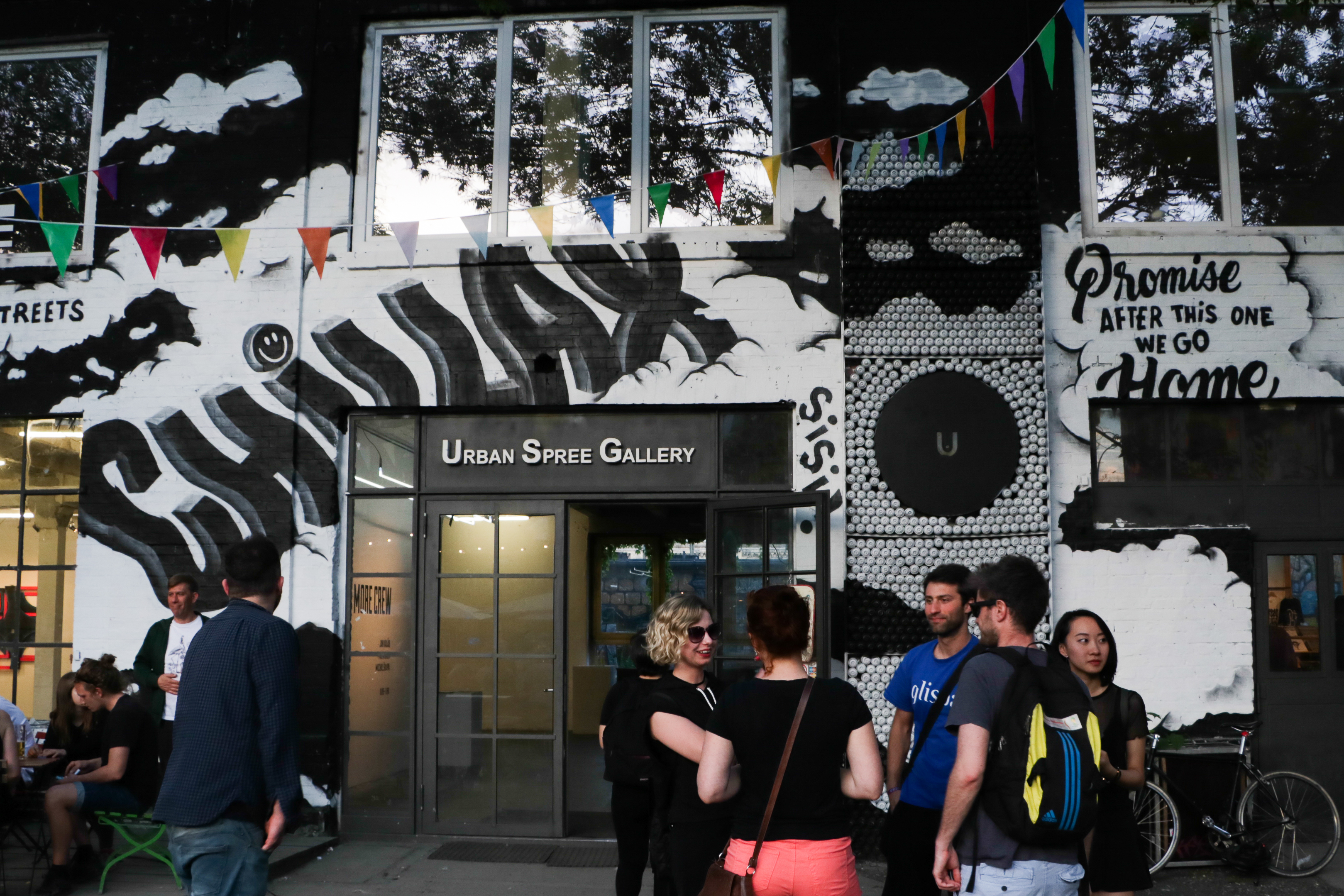
Eingangsbereich der Urban Spree Galerie

## Künstlerresidenzen
Ein Teil der Infrastruktur des Urban Spree sind die Künstlerresidenzen. Es bestehen sowohl permanente als auch temporäre Ateliers und Gaststudios, die zur Förderung von Künstlern eingerichtet wurden und dazu beitragen sollen, Kunst direkt im und am Urban Spree entstehen zu lassen. Im Gegenzug zu den Residenzen engagieren sich die geförderten Künstler bei der Gestaltung des Hauses und geben Workshops, bei denen das Publikum des Urban Spree selbst kreativ werden kann, wie bspw. einen Sign Painting-Workshop. Derzeit bestehen Langzeit-Residenzen folgender Künstler: Andrea Wan, Rylsee, Tavar Zawacki/Above, Johannes Mundinger, Tine Fetz und Billy. Außerdem gibt es die Siebdruckwerkstatt Mother Drucker von Dolly Demoratti.
Neben den Künstlerresidenzen gibt es in unregelmäßigen Abständen das Format der Urban Spree Art Residency, bei der den Gästen des Urban Spree über einen bestimmten Zeitraum eine direkte Einsicht in den künstlerischen Prozess gewährt und dadurch eine Teilhabe am Endprodukt ermöglicht wird. Die Urban Spree Art Residency endet mit der Ausstellungseröffnung und lebt so von der Aufweichung der Grenzen zwischen öffentlich und privat, innen und außen.

## Biergarten
Der Außenbereich des Urban Spree fungiert vor allem bei entsprechender Außentemperatur, aber auch zu speziellen Events und Festivals als Biergarten. Neben dem Ausschank von lokalen und überregionalen Craft-Bieren und Erfrischungsgetränken versorgen permanente Street-Food-Container und wechselnde Anbieter die Gäste mit internationalen Speisen. Darüber hinaus finden in den Sommermonaten jeden Freitag-, Samstag- und Sonntagabend die Urban Spree Summer Sessions im Biergarten statt, bei denen akustische Live-Musik von lokalen Bands gespielt wird. Im Bereich des Biergartens hat auch das Tattoo-Studio Amor de Madre seinen Platz.

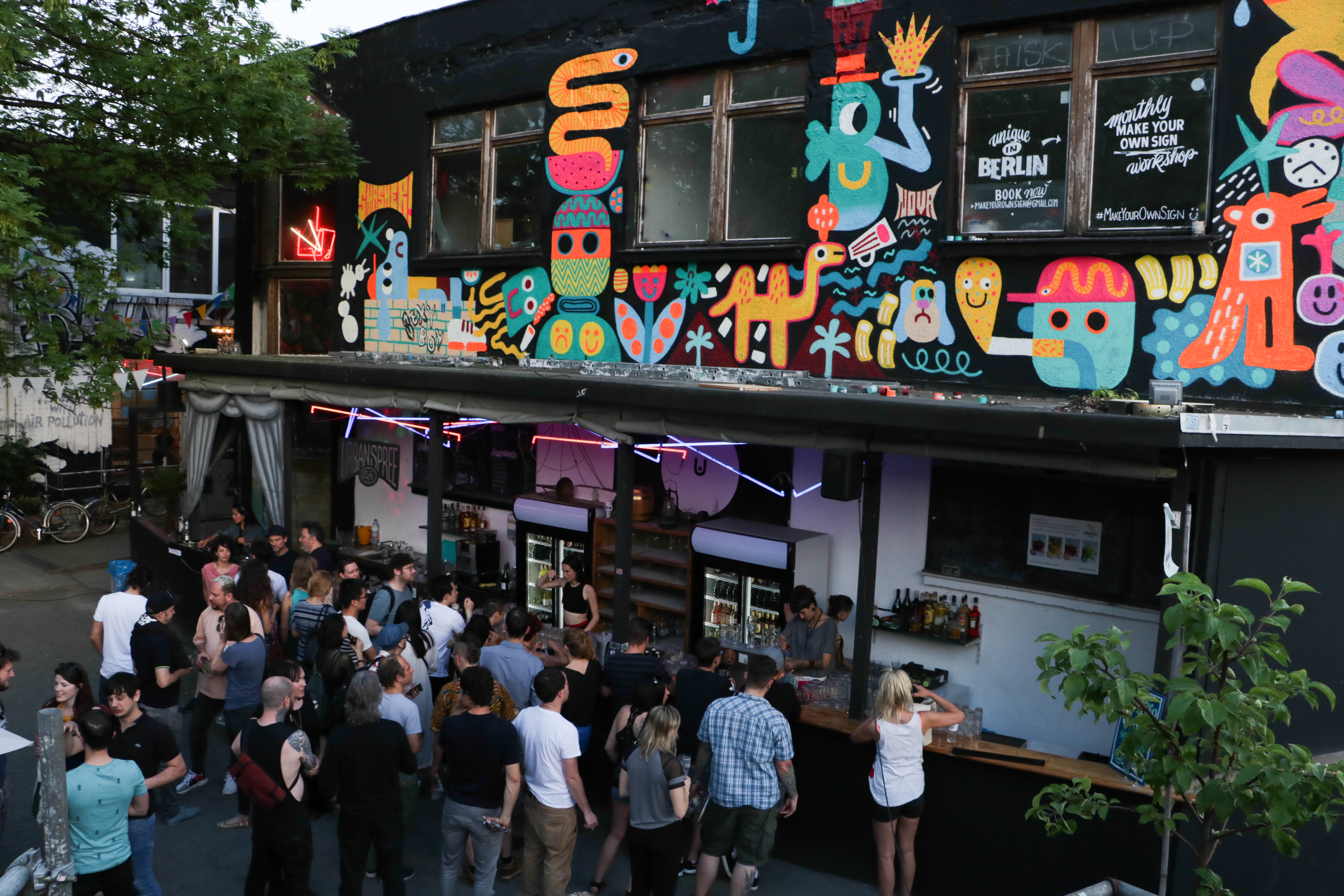
Biergarten auf dem Urban Spree Gelände

## Art Store
Im Galeriegebäude befindet sich der Urban Spree Buchladen, der Graffiti-, Street Art- und Fotografie-Titel bereithält, deren gemeinsame Klammer eine Vision von Städten und postindustriellen, verfallenen Räumen ist. Der integrierte Art Store bietet eine große Palette an Siebdruckarbeiten lokaler und internationaler Künstler, die permanent oder zeitweise mit dem Urban Spree zusammenarbeiten. Ebenfalls können T-Shirts erworben werden, die vor Ort designt und im Siebdruckverfahren bedruckt werden. 2016 gründete das Urban Spree einen Verlag, um Eigenpublikationen voranzutreiben.
Seit Mai 2017 ist der Smallest Record Store in the World Teil des Urban Spree Art Store, der vornehmlich Platten von Bands anbietet, die bereits im Urban Spree aufgetreten sind und der von wechselnden lokalen Labels und Promotern kuratiert wird.

## Sonstiges
Das Urban Spree ist Austragungsort verschiedener Festivals, wie das Pictoplasma Festival, das Krake Festival, die ComicInvasionBerlin, das Berlin Seafood Festival, das Amaze Berlin, das Midsommar Festival, das Druck Berlin Festival oder die Berlin Graphic Days. Zudem finden gelegentlich Filmvorführungen, Dinner Events und Food Festivals statt.
Im Jahr 2016 fand das erste Urban Spree Festival im Ausland statt. Im Kunsthaus La Station in Paris wurden deutsche und französische Künstler aus dem Umfeld des Urban Spree präsentiert.
Zum 3-jährigen Jubiläum im Dezember 2015 hat das Urban Spree in Kooperation mit dem Getränkehersteller Ostmost das vegane Heißgetränk Winterspree auf den Markt gebracht. Das Berliner Unternehmen Ostmost stellt Säfte, Schorlen und Cidre aus Äpfeln von regionalen Streuobstwiesen her. Winterspree besteht aus einer Mischung von Bio-Apfelsäften von Ostmost, kombiniert mit Bio-Wodka und winterlichen Gewürzen. Neun individuelle Etiketten für das Getränk wurden von Künstlern gestaltet.